# Regione di Dosso
La regione di Dosso (ufficialmente Région de Dosso, in francese) è una delle 7 regioni del Niger. Prende il nome dal suo capoluogo Dosso.

## Dipartimenti
La regione è divisa in 5 dipartimenti:

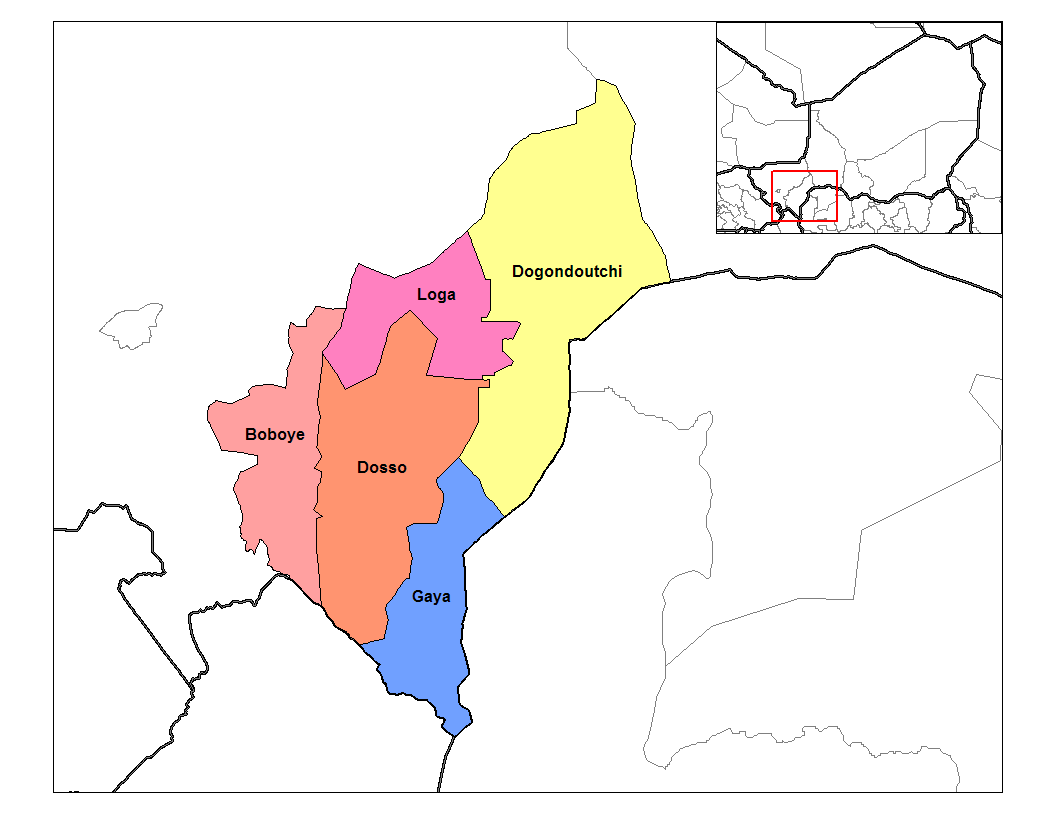
Dipartimenti della regione di Dosso

- Boboye
- Dogondoutchi
- Dosso
- Gaya
- Loga